# Extreme Rules 2014
Extreme Rules 2014 was een professioneel worstel-pay-per-view en WWE Network evenement dat georganiseerd werd door de WWE. Dit evenement was de 6de editie van Extreme Rules en het vond plaats in de Izod Center in East Rutherford (New Jersey) op 4 mei 2014.
De "Main Event" was een Extreme Rules match tussen de WWE World Heavyweight Champion Daniel Bryan en Kane. De wedstrijd werd gewonnen door kampioen Daniel Bryan, die zo zijn titel behield.

## Matchen
| Nr.                                                                          | Match | Winnaar(s)            |
| ---------------------------------------------------------------------------- | --- | --------------------- |
| PS                                                                           | El Torito (met Diego and Fernando) vs. Hornswoggle (met Heath Slater, Jinder Mahal & Drew McIntyre) in een WeeLC match | El Torito             |
| 1                                                                            | Jack Swagger (met Zeb Colter) vs. Cesaro (met Paul Heyman) vs. Rob Van Dam in een Triple Threat Elimination match      | Cesaro                |
| 2                                                                            | R-Truth & Xavier Woods vs. Alexander Rusev (met Lana) in een 2-tegen-1 Handicap match                                  | Alexander Rusev       |
| 3                                                                            | Big E (c) vs. Bad News Barrett in een een-op-eenmatch voor het WWE Intercontinental Championship                       | Bad News Barrett (nc) |
| 4                                                                            | The Shield vs. Evolution in een 6-man tag team mach                                                                    | The Shield            |
| 5                                                                            | John Cena vs. Bray Wyatt in een Steel Cage match                                                                       | Bray Wyatt            |
| 6                                                                            | Paige (c) vs. Tamina Snuka in een een-op-eenmatch voor het WWE Divas Championship                                      | Paige (c)             |
| 7                                                                            | Daniel Bryan (c) vs. Kane in een Extreme Rules match voor het WWE World Heavyweight Champion                           | Daniel Bryan (c)      |
| (c) huidige kampioen voor en na de match \| (nc) nieuwe kampioen na de match | |                       |